# Ahe

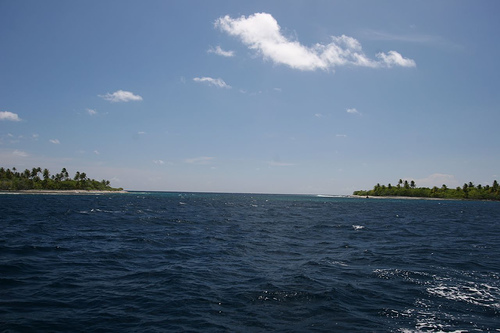
Az atoll egyetlen átjárója az óceán és a lagúna között.

Ahe, Ahemaru vagy Omaru egy majdnem egészen körbezárt atoll sziget a Dél-Csendes-óceánon. A terület politikailag Francia Polinéziához tartozik. Ahe a Tuamotu-szigetek egyik alcsoportjának, a György király szigetcsoportnak a része. A György király-szigetek a Tuamotu szigetcsoport északnyugati részén található. A György király-szigetek másik négy tagja Manihi, Takaroa, Takapoto és Tikei. A szigetcsoport legkeletibb szigete Tikei és a legnyugatibb Ahe. A kettő között lévő távolság mintegy 200 km. Legközelebbi szomszédja Manihi csupán 14 km-re van tőle nyugatra. Ahe Tahititől 456 km-re északkeletre található. Az északnyugatról délkelet felé elnyúló Palliser szigetcsoport alakjától eltérően a György király-szigetek ennek a tükörképeként délnyugatról északkelet felé nyúlik el.
Ahe atoll kör alakját csupán egy kis tengerszoros töri meg, amelyen át be lehet jutni a belső lagúnába. A kör alakú atoll 23,5 km hosszú, maximális szélessége 12,2 km, szárazföldjének területe 12 km². Lagúnája 138 km2 területű. Ahe lakossága 561 fő volt a 2007-es népszámláláskor. Az egyetlen település a szigeten Tenukupara, amelynek lakossága 100fő (2007). A település az atoll déli oldalán helyezkedik el.
A lagúnában több gyöngy farm is működik.

## Története
Az első európaiak, akik a szigetre érkeztek Willem Schouten és Jacob Le Maire holland hajósok voltak 1616-ban.
Ahe szigete bele esett a híres 1838-1842-es amerikai felfedező útba (United States Exploring Expedition). Charles Wilkes az atollt Páva-szigetnek ("Peacock Island") nevezte el, az expedíció egyik hajója után. 
Az atoll időről időre trópusi ciklon viharokat szenved.
Az Ahe északi részén lévő repteret 1997-ben adták át (AITA kód: AHE). 1200 méter hosszú pályáját a francia hadsereg építette.

## Közigazgatás
Közigazgatásilag Ahe atoll Manihi települési önkormányzathoz (commune) tartozik, amely két atollból áll: Manihi és Ahe.